# حصة الزايد
حصة الزايد هي لاعبة الرماية الكويتية المتألقة، التي حققت إنجاز بارز بحصد الميدالية الذهبية في مسابقة البندقية الأولمبية للسيدات ضمن البطولة العربية الخامسة عشر للرماية، المقامة في القاهرة سنة 2020، بعد تسجيلها 244.6 نقطة.

## إنجازات
- ذهبية البطولة العربية الخامسة عشر للرماية (2020)، مسابقة البندقية الأولمبية للسيدات، القاهرة، 244.6 نقطة.[4][5]